# Улица Гагарина (Ижевск)
У́лица Гага́рина — улица в Привокзальном районе Ленинского административного района Ижевска. Одна из важнейших транспортных магистралей Ленинского района. Находится на юге Ижевска.

## История
Улица существует с 1957 года. Первоначально носила имя — Узловая улица. В 1958 году по улице на участке от Колхозной до Московской улицы были проложены трамвайные пути.
13 апреля 1961 года, на следующий день после полёта первого человека в космос, исполком Ижевского горсовета переименовал Узловую улицу в улицу имени Юрия Гагарина.

## Описание
Улица расположена в южной части Ижевска, между Казанской улицей и улицей Дружбы. Проходит от улицы Областной на юг до промзоны предприятия «СпецГазАвтоТранс», где поворачивает на запад и примыкает к улице Азина (выезд на Можгинский и Увинский тракты). На почти всём протяжении улица направлена приблизительно с севера на юг параллельно проходящим поблизости от улицы железнодорожным путям станции Ижевск.
Улица застроена многоэтажными жилыми домами (преимущественно пятиэтажными). Все дома обслуживаются городским отделением связи № 28. Вдоль проезжей части расположены сквер им. Алексея Титова и Привокзальная площадь. Нумерация домов ведётся от Областной улицы.
Пересечения:
- Колхозная улица
- Планерная улица
- Парашютная улица
- Южная улица
- Трамвайная улица
- Стадионная улица
- Московская улица
- Механизаторская улица

## Примечательные здания и сооружения
По нечётной стороне:
- № 1 — Автопарк № 1 ОАО «ИПОПАТ»
- № 5б — гостиница «Италмас»
- № 23 — отделение Федеральной службы судебных приставов по Ленинскому району Ижевска
- № 29 — Дворец культуры железнодорожников
- № 33 — Ижевский филиал Российского Государственного Университета Путей Сообщения
- № 35 — Детский сад № 60
- № 49а — Профессиональное училище № 42
- № 49б — торговый центр «Московский»
- № 51б — Ижевский опытно-механический завод
- № 67 — гостиница «Мир»

По чётной стороне:
- № 4 — Ижевское отделение Горьковской железной дороги
- № 4а — Ижевский Региональный центр связи и Ижевская дистанция сигнализации и блокировки ОАО РЖД
- № 18 — Музей истории Ижевского отделения Горьковской железной дороги
- № 30а — Диспетчерская трамваев «Московская» МУП «ИжГЭТ»
- № 44 — Южные электрические сети
- № 76 — Детский сад № 132
- № 100 — ОАО «УдмуртГеофизика»

## Транспорт
По улице осуществляется движение трамваев 1, 3, 9 и 12 маршрутов. На улице расположены остановки трамвая: ул. Гагарина, Завод минеральных вод, Железнодорожный вокзал, Московская. На участке от улицы Колхозной до ж/д вокзала трамвайные пути проходят по проезжей части улицы, разделяя левые и правые полосы. Лишь на последнем перегоне Железнодорожный вокзал — Московская пути вынесены за пределы проезжей части и лежат на чётной стороне улицы.
Помимо трамваев по улице курсируют автобусы № 21, 22, 25, 36, 319, 327, 357 и маршрутные такси № 49, 71.
Остановка Железнодорожный вокзал — пересадочная на поезда пригородного и дальнего сообщения, отправляющиеся со станции Ижевск.

## Перспективы
По генеральному плану города Ижевска предусматривается продление трамвайной линии до остановки «Транссельхозтехника».